# جوزف گات
جوزف گات (انگلیسی: Joseph Gatt؛ زاده ۳ دسامبر ۱۹۷۱) یک هنرپیشه و صداپیشه اهل انگلیس است. او بیشتر برای نقش‌هایش در فیلم‌های ثور (۲۰۱۱)، پیشتازان فضا به‌سوی تاریکی (۲۰۱۳) و دامبو (۲۰۱۹)، و مجموعه‌های تلویزیونی همچون بانشی و بازی تاج‌وتخت شناخته می‌شود.